# 但以理·貝斯
但以理·H·貝斯（Daniel H. Bays；1942年—2019年5月9日），一中文名裴士丹，是美國歷史學家，專門研究中國基督教。

## 生平
貝斯出生於密西根州聖約瑟市。他於1964年在史丹福大學完成歷史學位，再在1967年及1971年於密西根大學分別完成遠東研究碩士學位和現代中國基督教歷史博士學位。他的博士論文是政治學家張之洞於晚清時期尋索現代化的過程。
他完成博士學位後便開始在堪薩斯大學展開他的教學生涯。他在那裡教了三十年歷史及領導該校的東亞研究中心。及後，他轉至加爾文學院的歷史學系，持有斯布爾霍夫教席（Spoelhof chair）十二年，直至2012年退休。自退休後他仍在該校當榮譽教授，但他和太太珍妮絲已搬回密蘇里州 堪薩斯城。
在1984年，當貝斯在台灣當傅爾布萊特學者時，他收到中國歷史學家費正清的來函，鼓勵貝斯作有系統的中國基督教研究，而當時貝斯也真的在進行此項研究。這也令他展開中國基督教歷史研究，後來於1996年出版了《基督教在中國：十八世紀至今》 （Christianity in China: From the Eighteenth Century to the Present）。
貝斯於2019年5月離世，死於帕金森氏症。

## 著作

### 個人寫作
- Bays, Daniel H. (2011). A New History of Christianity in China. New York: Wiley. ISBN 9781444342840.
- Bays, Daniel H. (2016). China Enters the Twentieth Century: Chang Chih-Tung and the Issues of a New Age, 1895-1909(revised ed.). Ann Arbor, MI: University of Michigan Press. ISBN 9780472750184.

### 編輯作品
- Bays, Daniel H.; Wacker, Grant, eds. (2010). The Foreign Missionary Enterprise at Home: Explorations in North American Cultural History. Tuscaloosa, AL: University of Alabama Press. ISBN 9780817356408.
- Bays, Daniel; Widmer, Ellen (2009). China's Christian Colleges: Cross-Cultural Connections, 1900-1950. Stanford, CA: Stanford University Press. ISBN 9780804776325.
- Bays, Daniel H., ed. (1996). Christianity in China: From the Eighteenth Century to the Present. Stanford, CA: Stanford University Press. ISBN 9780804736510.